# Dave Shannon
Dave Shannon (27 de maio de 1922 – 8 de abril de 1993) foi um piloto de bombardeiros da Real Força Aérea Australiana. 

## Biografia
David John Shannon nasceu em 27 de maio de 1922 em Unley Park, Austrália do Sul.  Seu pai, Howard Huntley Shannon, serviu como parlamentar estadual do sul da Austrália de 1933 a 1968. Shannon ganhou seu certificado de conclusão na Unley High School. Ele estava trabalhando para uma companhia de seguros quando se juntou à Reserva da Força Aérea Real Australiana (RAAF) em Adelaide em 5 de julho de 1940, aos dezoito anos.  Em 4 de janeiro de 1941, ele se transferiu para a RAAF como cadete do ar sob o Esquema de Treinamento Aéreo do Império. Ele recebeu sua instrução na Austrália Ocidental na No. 5 Initial Training School em Pearce, No. 9 Elementary Flying Training School em Cunderdin, e No. 4 Service Flying Training School em Geraldton. Após a formatura como piloto em setembro de 1941, ele foi enviado para o Reino Unido.